# 烏日警察官吏派出所
烏日警察官吏派出所為日治時期位於烏日庄的警察派出所廳舍建築，在戰後曾作為烏日派出所和警察宿舍。其在2013年被登錄為台中市歷史建築。

## 介紹
烏日警察官吏派出所與其北側的烏日庄役場為同一時期建築，兩者之間原有一日式宿舍，在戰後1959年開闢以春街時拆除。此建築在戰後做為烏日派出所，在烏日分局成立後，改做為警察宿舍，且後來有退休榮民在建築前方加蓋違建。雖然警察自1994年遷出後，前方違建仍有人居住，導致長期以來無法看到建築的樣貌。其前方違建在2011年拆除，而派出所建築在2013年3月被登錄為台中市歷史建築，並在2019年4月10日開始修復工程，2020年8月29日修復完工後繼續交由烏日警察分局使用。

## 建築特色
烏日警察官吏派出所為一層樓的建築，建築平面呈「一」字型，中央為磚造辦公廳舍，南北兩側則是木造職員宿舍。建築內部空間雖經改建使用，但尚可看出原本日式的空間形式。

## 圖片

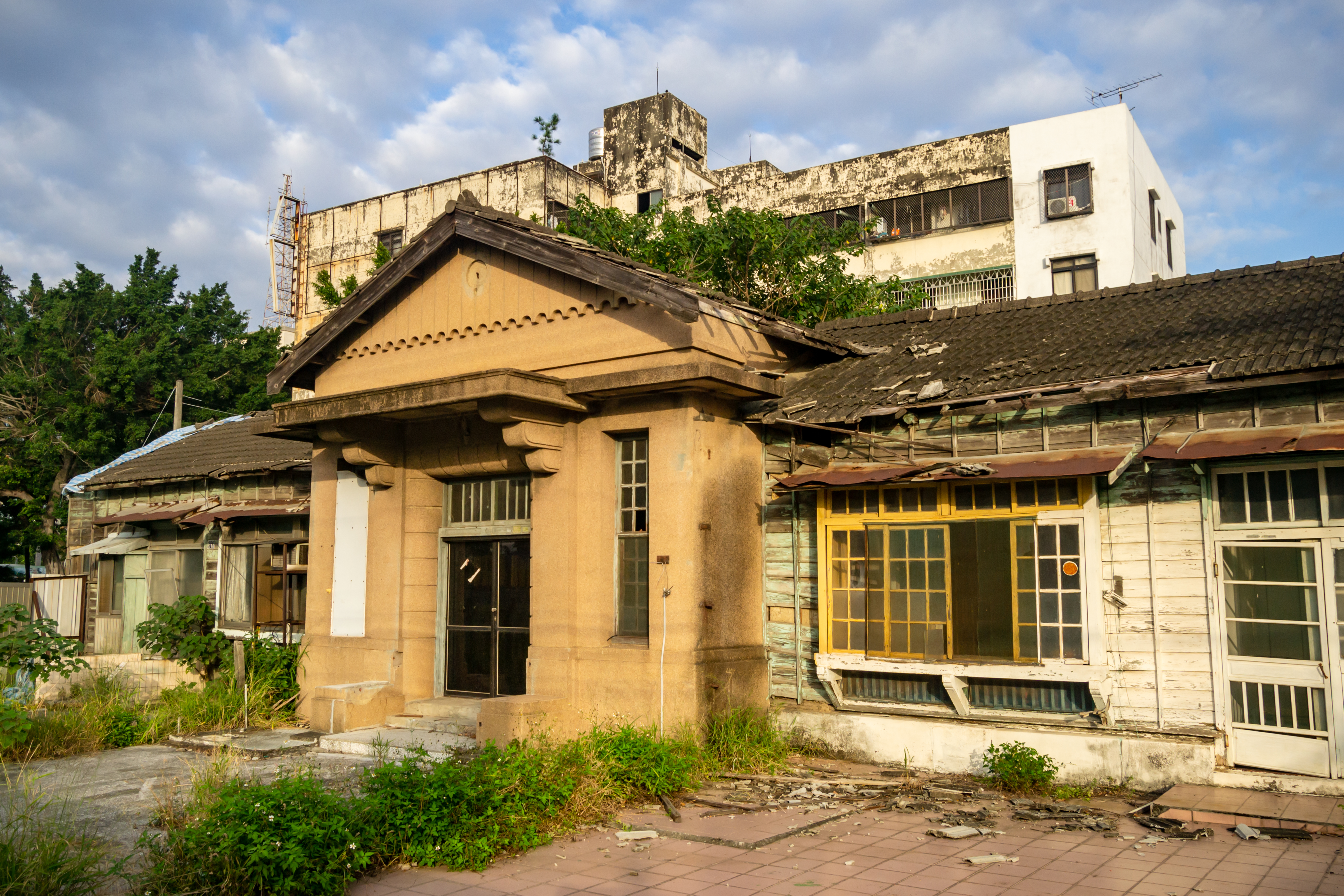
整修之前的派出所
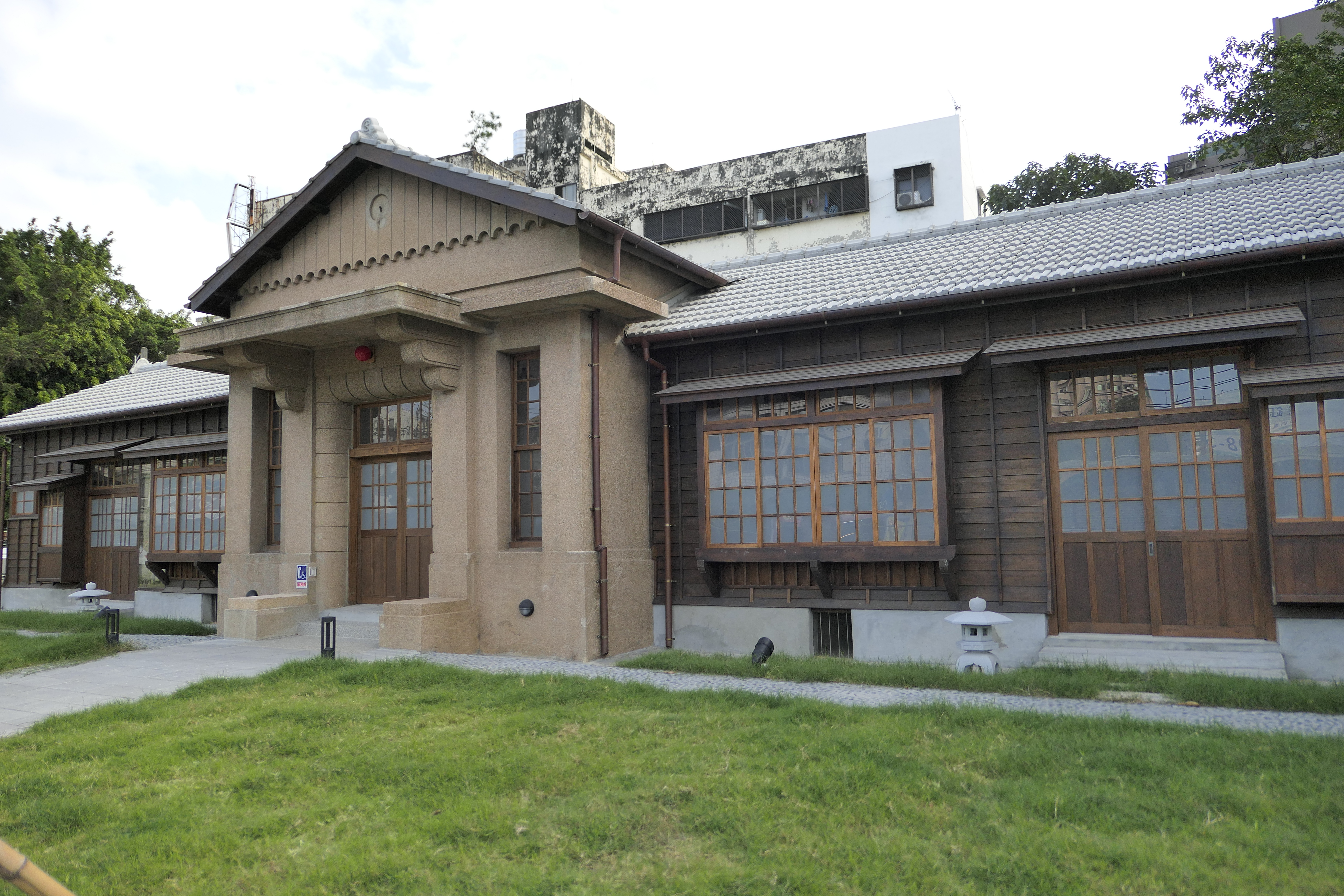
整修後的派出所

## 外部連結
- 维基共享资源上的相關多媒體資源：烏日警察官吏派出所